# Lilian Jackson Braun
Lilian Jackson Braun (Massachusetts, 20 juni 1913 – 4 juni 2011) was een Amerikaanse auteur van een luchthartige reeks van geheimzinnige detectiveromans, getiteld De kat die....
Haar boeken werden uitgegeven in de Zwarte Beertjes reeks van A.W. Bruna Uitgevers in Utrecht.

## Biografie
Lilian begon met haar schrijfstercarrière als tiener (sportpoëzie voor de Detroit News). Later werkte ze als reclamecopywriter voor veel warenhuizen in Detroit. Zij trok zich terug van de Detroit Free Press in 1978.
In 1966 publiceerde ze haar eerste boek The cat who could read backwards en kreeg ze van The New York Times het label the new detective of the year. Nadat ze nog twee boeken had geschreven, bleef het mysterieus genoeg 18 jaar stil.
De reeks De kat die... begon ze te schrijven nadat haar eigen kat op tragische wijze om het leven kwam door een val uit een raam op de tiende verdieping. De buren dachten dat dit opzet was en daar reageerde Lilian op door een verhaal te schrijven The Sin of Madame Phloi [De misdaad van Madame Phloi], over een Siamese kat die wraak neemt op de buurman die haar jong heeft vermoord.
Na haar pensionering woonde ze samen met haar man, acteur Earl Bettinger, en haar twee katten (Koko III en Pitti Sing) in de staat North Carolina in de Verenigde Staten.

## De kat die...-verhalen
In de De kat die...-boeken staat het leven van de 50-jarige James Mackintosh Qwilleran (Qwill voor vrienden) en zijn twee Siamese katten KoKo (kort voor Kao K'o-Kung) en Yum Yum centraal. James (Jim) was een krantenverslaggever/misdaadjournalist. Doordat Qwill erfgenaam wordt van het Klingenschoen-fortuin, moet hij verhuizen naar de kleine stad van Pickax, Moose County "600 kilometer ten noorden van alles." Als er een moord wordt gepleegd zorgen de katten - met aanwijzingen op hun eigen manier - voor de clou.
Behalve De Kat Die voorlas. Dit is een bundel van 14 verhalen over katten die ze in 1988 schreef. De oorspronkelijke titel is The Cat Who had 14 Tales.

## Kookboek
De kat die...kookboek (The cat who...cookbook 2000)
Dit door Julie Murphy en Sally Abney Stempinski samengestelde kookboek bevat recepten van gerechten die Qwilleran in de serie heeft genuttigd. Per boek staan diverse gerechten beschreven en bij ieder gerecht is een stukje uit het boek opgenomen waarin het gerecht genoemd wordt. De gerechten variëren van pasteitjes, toetjes, pannenkoeken, gevogelte, broodjes tot salades en uiteraard zijn er ook diverse delicatessen voor katten in opgenomen.